# Kim Jin-woo (attore)
Kim Jin-woo (김진우?, 金鎭祐?; Seul, 17 luglio 1983) è un attore sudcoreano.

## Filmografia

### Cinema
- Bisang (비상), regia di Park Jeong-hun (2009)
- Haenbeondo anhaebon yeoja (한번도 안해본 여자) (2014)

### Televisione
- Road No. 1 (로드 넘버원) – serie TV (2010)
- Useoyo, eomma (웃어요, 엄마) – serie TV (2010)
- Jigoneun motsala (지고는 못살아) – serie TV (2011)
- Neol gieoghae (널 기억해) – serie TV (2012)
- Ilnyeone yeoldu namja (일년에 열두 남자) – serie TV (2012)
- In-hyeon wanghu-ui namja (인현왕후의 남자) – serie TV (2012)
- Gajok-ui tansaeng (가족의 탄생) – serie TV (2012-2013)
- Deo yisangeun mot chama (더 이상은 못 참아) – serie TV (2013-2014)
- Ahnae scandal - barami bunda (아내스캔들 - 바람이 분다) – serie TV (2014)
- Golden Cross (골든 크로스) – serie TV (2014) – cameo
- Naegen neomu sarangseureo-un geunyeo (내겐 너무 사랑스러운 그녀) – serie TV (2014)
- Undonghwareul sineun sinbu (운동화를 신은 신부) – film TV (2014)
- Eurachacha Waikiki (으라차차 와이키키?) – serie TV, episodio 20 (2018)
- U-ahan ga (우아한 가?) – serie TV (2019)
- Again My Life (어게인 마이 라이프?) – serie TV (2022)